# Jon Simonsson
Jon Simonsson, född 1967, är en svensk civilingenjör, entreprenör och departementsråd i Regeringskansliet. Han är sedan 2018 ordförande i regeringens Kommitté för teknologisk innovation och etik (Komet).
Jon Simonsson tog civilingenjörsexamen i industriell ekonomi vid Linköpings Tekniska Högskola år 1994. Han arbetade därefter för Ericsson framtill 1997 då han tillsammans med Martin Jansson grundade företaget Ascade, ett bolag som utvecklades till ett globalt mjukvaruföretag med 120 medarbetare. Under åren 2004-2006 genomgick han Owner/President Management Program vid Harvard Business School. 
År 2012 anställdes Jon Simonsson som departementsråd och chef på Näringsdepartementet med ansvar för innovation, näringslivsutveckling och forskningsfrågor. Han var från 2016 även chef för regeringens innovations- och forskningsråd i utlandet. 
Den 3 sep 2018 utsågs Jon Simonsson av regeringen till ordförande för Kommittén för teknologisk innovation och etik. Kommittén ska driva arbetet med att göra Sverige ledande på ansvarsfull utveckling och användning av framtidens teknologier.
Jon Simonsson var 2020 en av personerna på listan Agile 50 (The World’s 50 Most Influential People Revolutionising Governance), som utses av World Economic Forum och kunskapsnätverket Apolitical. 